# Zacharie Astruc

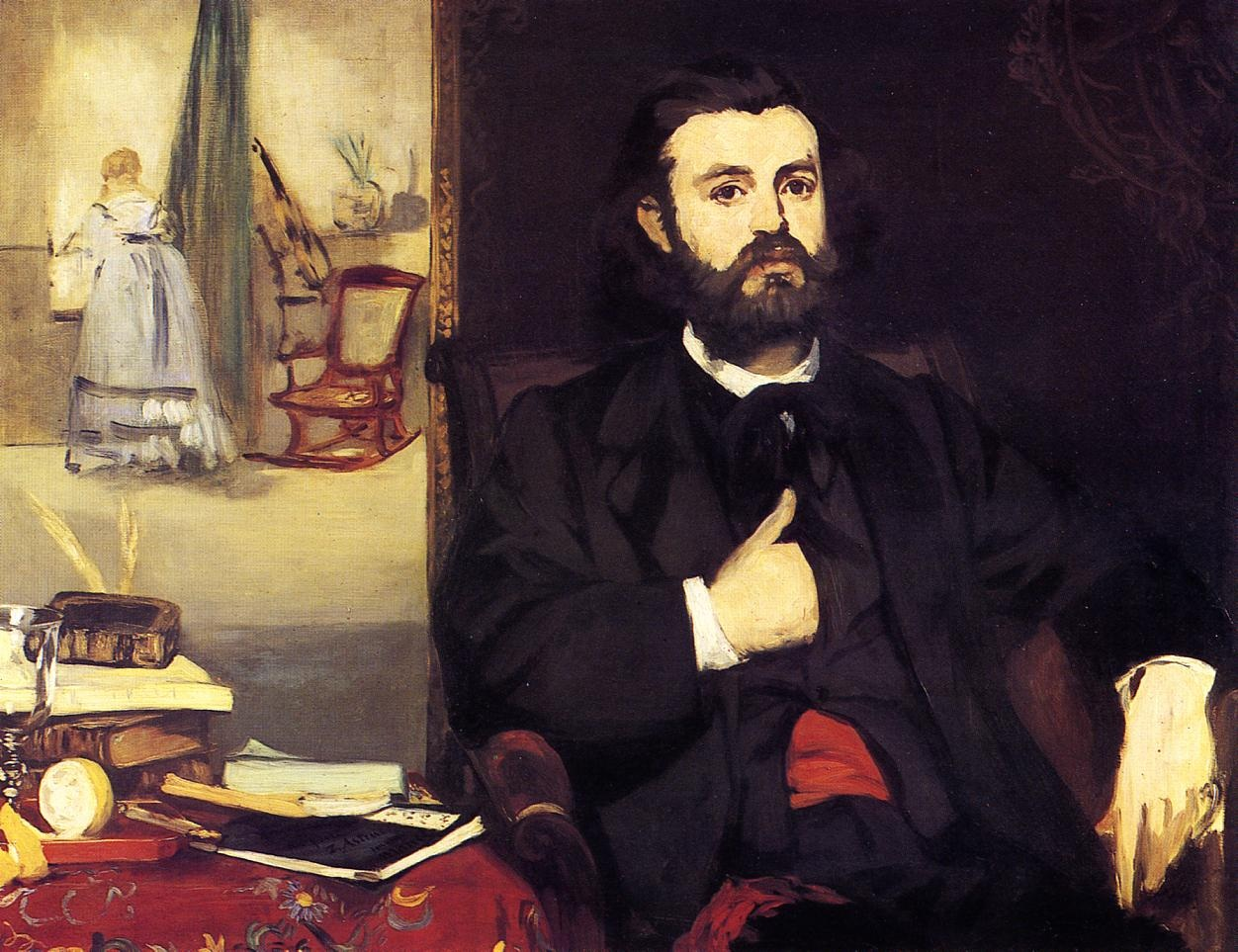
Édouard Manet: Bildnis des Dichters Zacharie Astruc (Kunsthalle Bremen)

Zacharie Astruc (* 20. Februar 1833 in Angers; † 24. Mai 1907 in Paris) war ein französischer Kunstkritiker, Dichter, Komponist, Maler und Bildhauer.

## Leben

### Die frühen Jahre
Zacharie Astruc wurde 1833 in Angers als Sohn eines Schuhmachers geboren. Drei Jahre nach seiner Geburt zog die Familie nach Puivert ins Departement Aude am Fuße der Pyrenäen. Von 1846 bis 1852 lebte die Familie in Toulouse. Von dort aus ging der junge Astruc Ende 1852 oder Anfang 1853 nach Paris und zog bald nach Lille weiter. Hier begann er mit journalistischer Arbeit für die Zeitschrift L’Écho du Nord und gründete selbst die kurzlebige Literatur- und Theaterzeitschrift La Mascarille. Er lernte den jungen Maler Émile Auguste Carolus-Duran kennen, mit dem er lebenslang befreundet war und der ihn mehrfach porträtierte.

### Erste Jahre als Kritiker und Dichter in Paris
1854 kehrte Astruc nach Paris zurück; Émile Auguste Carolus-Duran folgte wenig später nach. Hier lernten sie die Maler Henri Fantin-Latour, Alphonse Legros und Otto Scholderer kennen. Auch Astruc fertigte bald erste Skizzen und Skulpturen an. 1858 stieß James McNeill Whistler zu ihrem Kreis. Im folgenden Jahr gründete Astruc mit zwei Freunden die Kunst-, Literatur- und Musikzeitschrift Le Quart d’heure. Er hatte nun ersten Erfolg mit seinen Ausstellungskritiken, Les 14 stations du Salon erschienen 1859 als separate Publikation mit einem Vorwort von George Sand. Astruc kritisierte darin den akademischen Kunstbetrieb und setzte sich für fortschrittliche Maler wie Eugène Delacroix, Camille Corot und Gustave Courbet ein, den er in seinem Atelier besucht hatte. In diesem Jahr lernte Astruc den Dichter Charles Baudelaire kennen und freundet sich mit dem Kunstkritiker Ernest Chesneau an. 1860 publizierte er seine Besprechung einer Ausstellung in der Galerie Martinet am Boulevard des Italiens unter dem Titel Le Salon intime.

### Die Anfänge der Freundschaft mit Édouard Manet
1860 freundete Astruc sich mit Claude Monet an. In diesem Jahr lernte er vermutlich auch Édouard Manet kennen. Ihre Freundschaft dauert bis zu Manets Tod 1883. Dreimal hat Manet Zacharie Astruc porträtiert. Zum ersten Mal malte er ihn 1862 in dem Bild Musik im Tuileriengarten (National Gallery (London)/Dublin City Gallery The Hugh Lane, Dublin). Als bedeutendstes Porträt gilt das Bildnis des Dichters Zacharie Astruc von 1866 (Kunsthalle Bremen – Der Kunstverein in Bremen). Ein drittes Mal porträtierte Manet Astruc 1870 mit der Gitarre in der Hand in dem Gemälde Die Musikstunde (Museum of Fine Arts, Boston).
Astruc gehörte zum Kreis um Manet, der sich zunächst im Café de Bade und später im Café Guerbois traf. Dort freundete Astruc sich unter anderem mit Kritikern wie Philippe Burty, Edmond Duranty und besonders mit Armand Silvestre an. Manet und Astruc sind 1862 gleichermaßen von den Auftritten der spanischen Tanzgruppe um Mariano Camprubi begeistert. Während Manet die Tänzerin Lola de Valence porträtiert, komponiert Astruc eine Serenade für sie, die er 1862/63 mit einem von Manet gestalteten Frontispiz veröffentlichte. 1863 wurden Manets Gemälde von der Salonjury abgelehnt. Er stellte stattdessen im Salon des Refusés aus. Sein Gemälde Das Frühstück im Grünen (Musée d’Orsay, Paris), 1863, erregte heftige Kritiken. Zacharie Astruc war damals der einzige, der Manet in einer Rezension verteidigte.

### Faszination Spanien und Japan
1864 wurde Astruc von dem Journalisten und Archäologen Adrian Ségoilliot zu einer dreimonatigen Reise durch Spanien eingeladen. Sie waren von Ende Januar bis Mitte Mai unterwegs und besuchten unter anderem Burgos, Valladolid, Madrid und Toledo. Im folgenden Jahr schrieb Astruc für Manet, der Ende August und Anfang September für zehn Tage nach Spanien fuhr, eine ausführliche Reiseanleitung mit Hinweisen zu Sehenswürdigkeiten, Unterkünften und Cafés. Beide waren besonders begeistert von der Malerei von Diego Velázquez und Francisco de Goya.
1865 heiratete Astruc die Belgierin Ida Ochs (1838–1908). Ihre Tochter Isabelle (1866–1952) wurde im folgenden Jahr geboren. Das Ehepaar nahm an den Gesellschaften von Manet und seiner Frau Suzanne Leenhoff teil. Sie war Pianistin und auch Ida Ochs musizierte. Astruc selbst war für seinen Gesang und sein Gitarrenspiel bekannt.
Astruc verfasste diverse Gedichte und Theaterstücke, darunter L‘Île de la Demoiselle, das erste Theaterstück in Frankreich mit japanischen Motiven. Von 1866 bis 1868 arbeitete er als Kritiker bei der Tageszeitung L’Étendard. Hier veröffentlichte er 1867 unter anderem die ersten französischen Artikel über japanische Kunst. Im März 1868 gründete er mit acht Freunden die Jing-Lar-Gesellschaft, einen privaten Kreis von Freunden der japanischen Kultur, die sich vor allem durch ihre republikanische Gesinnung verbunden fühlten.

### Der bildende Künstler
Bereits 1866 hatte Astruc die Erlaubnis erbeten, im Louvre Kopien zu machen. Drei Jahre später gab er mit acht Aquarellen, einem Medaillon und einem großen Relief sein Debüt im Pariser Salon. Auch 1870 beteiligte sich Astruc mit eigenen Werken am Pariser Salon. Zugleich posierte er für Manets Gemälde Die Musikstunde und für Fantin-Latours Gemälde Un atelier aux Batignolles (Musée d’Orsay, Paris), die ebenfalls beide im Salon von 1870 ausgestellt wurden. Während der Dauer des Salons publizierte Astruc darüber hinaus die Zeitung L’Écho des Beaux-Arts als unabhängiges Feuilleton. Darin würdigte er die Kunst seines Freundes Manet und publiziert den ersten bekannten Artikel, der ausschließlich den Werken von Künstlerinnen gewidmet war.
Nachdem 1871 seine Bewerbung als Inspektor der schönen Künste in Paris abgelehnt worden war, brach Astruc mit seiner Frau und seiner Tochter Anfang 1872 nach Spanien auf. Der Aufenthalt dauerte bis zum Herbst 1873, unterbrochen nur von wenigen Reisen nach Paris. Berthe Morisot, die Astruc im September 1872 in Madrid besuchte, ließ sich von ihm die Stadt und die Museen zeigen. Dieser begann gelegentlich mit Kunst zu handeln. 1875 unternahm Astruc eine weitere Spanienreise, während der er unter anderem Francisco de Goyas Stillleben Goldbrassen (The Museum of Fine Arts, Houston) erwarb.
In Spanien gründete Astruc 1872 mit dem französischen Journalisten Pierre Léonce Imbert die kurzlebige Zeitschrift L’Espagne nouvelle. Außerdem publizierte er unter dem Pseudonym Carlo Broschi Salonkritiken. 1872 erschienen seine letzten Kunstkritiken. Von nun an konzentrierte er sich auf die bildende Kunst und die eigene schriftstellerische Tätigkeit. Er nahm 1874 mit 14 Aquarellen an der ersten Impressionistenausstellung teil. Bis zu seinem Tod 1907 beteiligte er sich regelmäßig an den Ausstellungen im Pariser Salon.

### Bildhauerarbeiten, Aquarelle, Publikationen

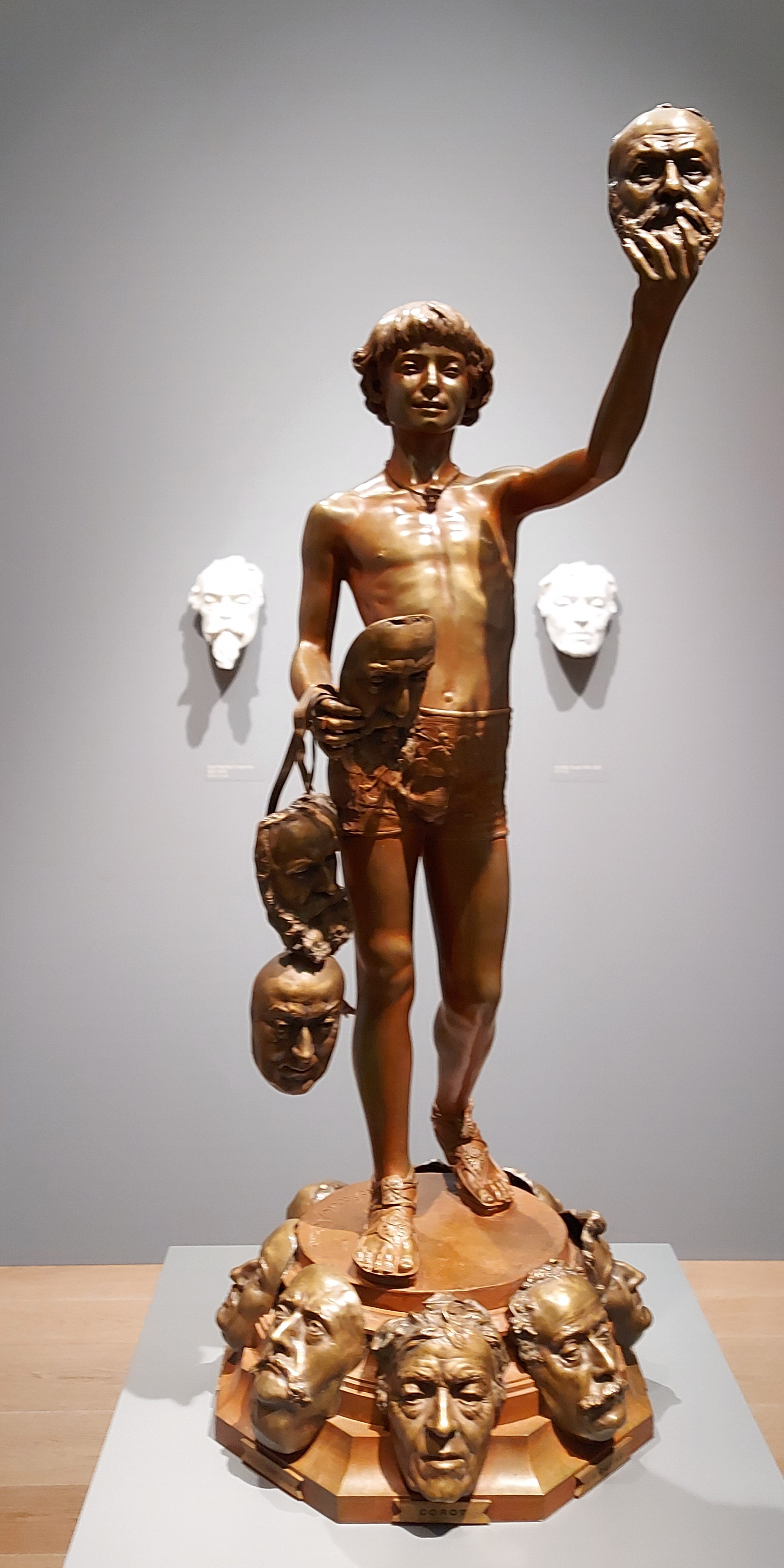
Zacharie Astruc, Der Maskenverkäufer, Kleine Version von 1886, Bronzeguss von Émile Pinédo, Kunsthalle Bremen

Bereits 1869 zeigte Astruc ein großes Relief eines Mönches im Pariser Salon. Berühmt wurde er jedoch mit der Kopie eines stehenden Heiligen Franziskus, die er 1873 nach dem Vorbild einer Skulptur von Pedro de Mena in der Kathedrale von Toledo anfertigt. In Paris schloss er im folgenden Jahr einen Vertrag mit der Silberwarenmanufaktur Christofle, die die Skulptur in bemalter Bronze, bemaltem Holz oder in Marmor als Auflageobjekt anbot. Er erhielt daraufhin überschwängliche Rezensionen, und das Werk wurde in der internationalen Fachzeitschrift Gazette des Beaux-Arts abgebildet.
Die bekannteste Skulptur Astrucs ist der Maskenverkäufer. Die Gipsversion erhielt 1882 im Salon eine ehrenvolle Erwähnung sowie starke Presseresonanz. Im folgenden Jahr zeigte Astruc die Bronzeversion, die vom französischen Staat angekauft wurde. 1883 wurde sie im Jardin du Luxembourg aufgestellt, wo sie noch heute zu sehen ist.
Am 11. und 12. April 1878 ließ Astruc aus Geldnot einen Teil seiner Sammlung im Pariser Hôtel Drouot versteigern. Regelmäßig war er weiterhin mit Skulpturen im Pariser Salon vertreten. 1881 präsentiert er dort die Bronzebüste von Manet (verschollen, Gipsversion im Musée d’Angers), die er seinem Freund geschenkt hatte. Nach dem Tod Manet 1883 wurde Astruc mit seiner Frau Ida zu den Donnerstagsgesellschaften bei dessen Bruder Eugène Manet und seiner Frau Berthe Morisot eingeladen.
Astruc arbeitete zugleich auch als Schriftsteller weiter. 1883 erschien sein Buch Romancero de l’Escorial. Poèmes d’Espagne mit Geschichten über spanisches Leben und die dortige Kunst, das später zu einer Trilogie erweitert wurde.

### Beteiligung an Ausstellungen
1884 hatte Astruc eine Einzelausstellung mit 72 Aquarellen und 14 Skulpturen in der Pariser Galerie La Vie moderne. Zwei Jahre später schickte er 16 Blumenaquarelle zu einer Ausstellung der Gesellschaft zur Förderung der schönen Künste nach Warschau. Außerdem war er bei Ausstellungen in Nantes und Nizza vertreten.
Neben seiner regelmäßigen Präsenz mit Aquarellen und Skulpturen im Pariser Salon zeigte er 1888 bei der Exposition bretonne-angevine in der Pariser Galerie George Petit 27 Blumenaquarelle sowie die Aktfigur Schneeglöckchen (Musées d’Angers, Gipsversion) und einige Porträtbüsten. Während der Pariser Weltausstellung 1889 erhielt Astruc eine ehrenvolle Erwähnung für seine beiden Skulpturen König Midas und Hamlet (verschollen). Erfolgreich publizierte er im selben Jahr sein satirisch-politisches Buch Les Dieux en voyage über das moderne Paris aus Sicht der antiken Götter.

### Späte Werke und Auszeichnungen
Am 12. Juli 1890 wurde Astruc zum Ritter der Ehrenlegion ernannt. In den folgenden beiden Jahren erwarb der französische Staat seine Skulpturen Die Ruhe des Prometheus (Gipsversion im Musée de Bernay) und Der Mönch. Verzückung im Schlafzustand (Marmor, im Musée de Laval). Zugleich malte er seit 1883 über 200 teils großformatige Blumenaquarelle. Sein Interesse an dekorativer Gestaltung zeigte sich auch in zwölf mit Seide bespannten japanischen Blattfächern, die er mit Blumenbouquets bemalte. Im Januar 1895 wurden sie in der Exposition d’art décoratif moderne ausgestellt. Von 1896 bis zu seinem Tod war Astruc jedes Jahr mit Blumenaquarellen im Pariser Salon vertreten. Mit Skulpturen nahm er 1897 auch am Salon de la Rose + Croix teil. In diesem Jahr erschien der zweite Band seiner spanischen Trilogie, Le Généralife, mit Geschichten und Gedichten, illustriert von dem befreundeten spanischen Künstler Ulpiano Checa. Bis zu seinem Tod 1907 beteiligte sich Astruc mit Aquarellen und Skulpturen an Ausstellungen. Bei der Weltausstellung in Paris im Jahr 1900 wurde er für ein Blumenaquarell mit einer Bronzemedaille ausgezeichnet.
Astruc starb am 24. Mai 1907 in Paris und wurde auf dem Friedhof von Montparnasse begraben. Postum erschien 1908 der dritte Teil seiner spanischen Trilogie unter dem Titel Les Alhambras. Diese Sammlung von Gedichten über Spanien aus den Jahren 1864 bis 1878 wurde von Carolus-Duran und weiteren Künstlerfreunden herausgegeben. Der Band ist unter anderem mit Arbeiten von Manet und Fantin-Latour illustriert.

## Werke

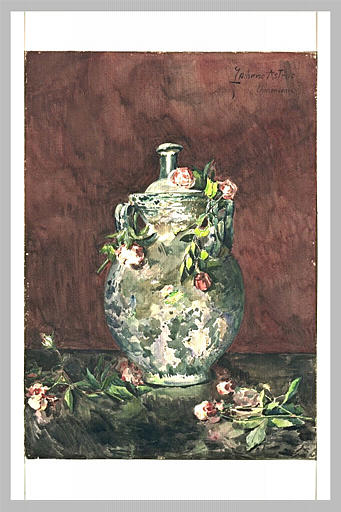
Roses négligemment jetées sur un vase
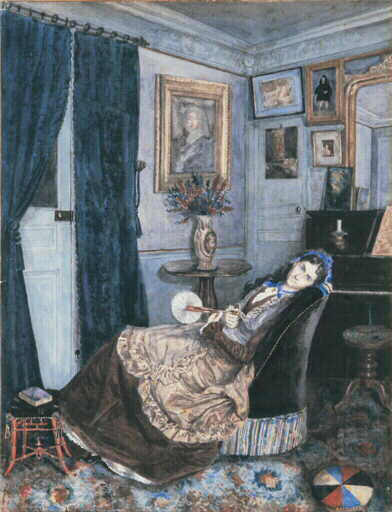
Intérieur Parisien
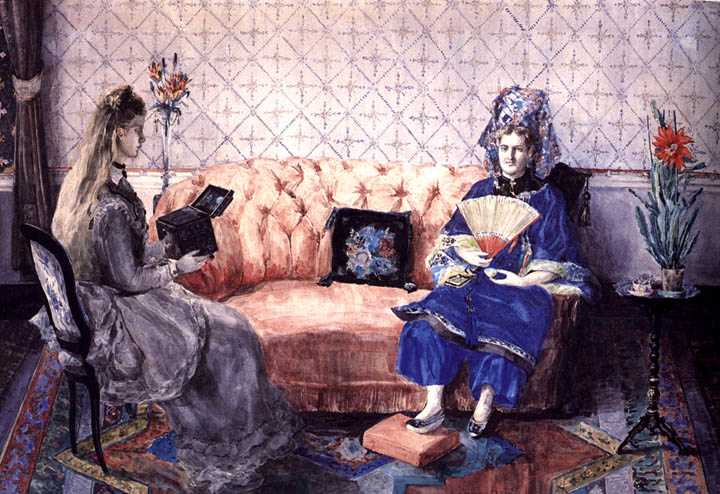
Les Prèsents Chinois
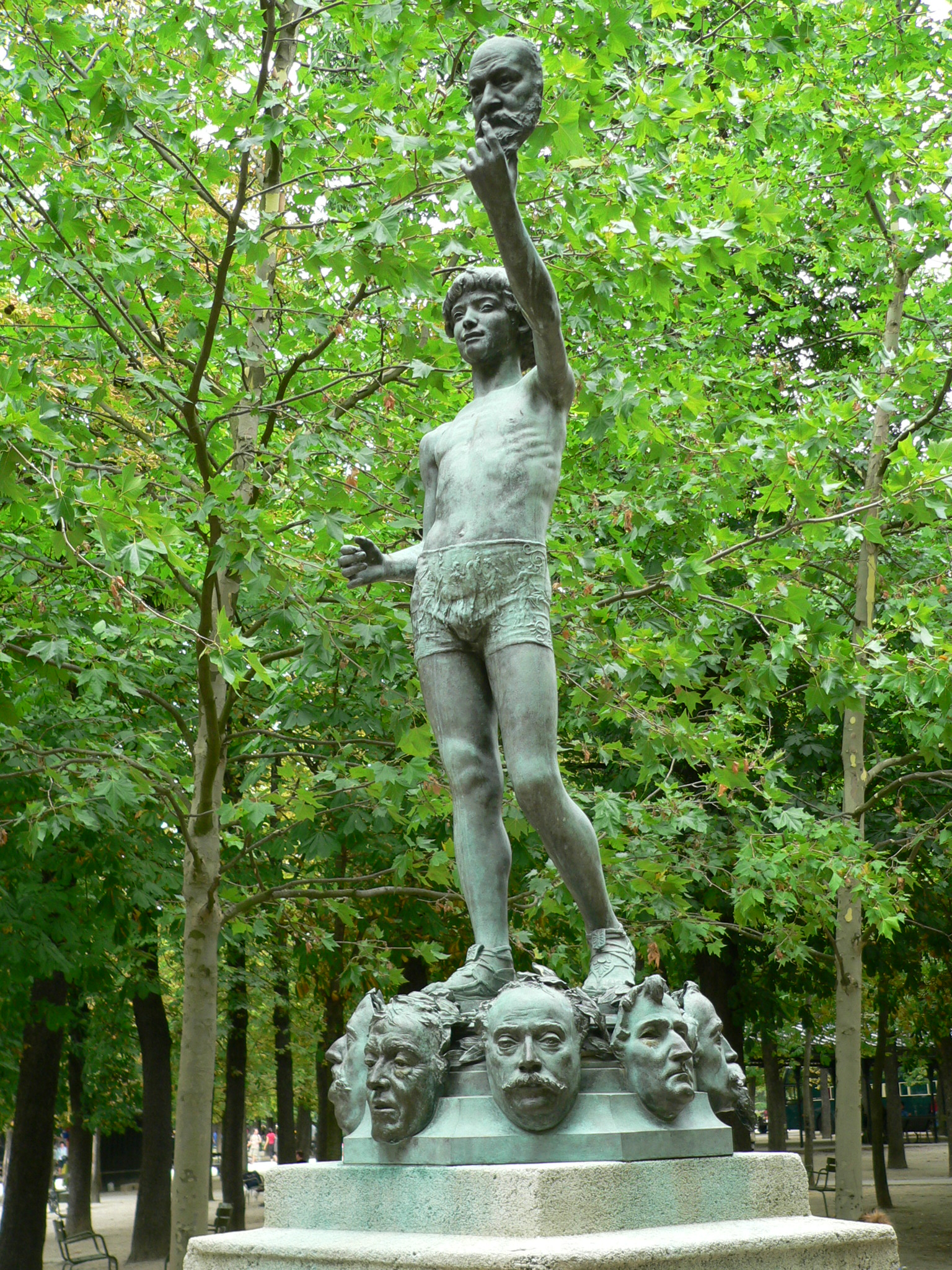
Der Maskenhändler Jardin du Luxembourg

## Schriften
- Étude sur les cinq nouveaux tableaux espagnols du Louvre, in: Le Quart d’heure. Gazette des gens demi-sérieux 1, 1859, S. 302–323
- Les 14 stations du Salon – 1859 – Suivi d’un récit douloureux, Paris 1859
- Le Salon intime. Exposition au Boulevard des Italiens, Paris 1860
- Le Salon. Feuilleton quotidien paraissant tous les soirs pendant les deux mois de l’exposition, Paris 1863 (erschienen vom 1.–20. Mai 1863)
- Romancéro de l’Escorial, Paris 1883
- Les Dieux en voyage, Paris 1889
- Le Généralife. Sérénades et songes, Paris 1897
- Les Alhambras, Paris 1908

## Ausstellungen (Auswahl)
- 2021/22 Manet und Astruc – Künstlerfreunde, Kunsthalle Bremen[1]